# Gerknäs gård
Gerknäs gård (finska: Kirkniemen kartano) är ett gammalt frälsesäteri i Lojo, Finland. Första gången omnämndes herrgården i skriftliga källor år 1455. Gerknäs gård är belägen på näset mellan Hållsnäsfjärden i Lojosjön och Lillsjön. Många av gårdens ägare har hört till gamla, högadliga släkter.
Gerknäs gård är en värdefull kulturmiljö av riksintresse och därmed skyddat enligt lag.

## Historia
År 1455 skrivs det att hustrun Birgitta utökar sina ägor och köper jord invid Gerknäs. Samma Birgitta omnämndes också elva år senare vilket framgår i en rågångsstadfästelse från år 1466. På 1500-talet fick Gerknäs säterifrihet men gården förlorade friheten år 1695 när den blev ett dubbelt berustat säteri.

### Gårdens ägarna
Bland släkter som har ägt Gerknäs finns Hästesko, Tott, Fleming och Forbes af Lund. De mest kända ägarna på Gerknäs under svenska tiden har dock varit riksrådet Tönne Eriksson Tott, riksrådet Jacob Henriksson Hästesko, prinsessan Sigrid Eriksdotter Vasa, fältmarskalkar Åke Tott och Klaus Tott, amiralen Lorentz Creutz, generalguvernören Herman Claesson Fleming och greven Augustin Ehrensvärd.
Mellan år 1805 och 1812 ägdes gården av generalen Carl Johan Adlercreutz, mellan 1813 och 1845 av landshövdingen Gustaf Wilhelm Conradi, mellan 1845 och 1916 av släkten von Christiersson och mellan 1928 och 1945 av ingenjören Uno Donner. År 1945 sålde Donner Gerknäs till republikens president C. G. E. Mannerheim som enligt riksdagens beslut fått 12 miljoner mark som födelsedagspresent på 75-årsdagen. Mannerheim beslöt att köpa ett ställe där han kunde tillbringa sina pensionsdagar med födelsedagspengar. Gerknäs köptes till General Gustaf Mannerheims Nationalfond med 28,3 miljon mark. Med valet av gård och med gårdens reparation hjälpte bergsrådet Petter Forsström.
Mellan år 1951 och 1988 ägdes Gerknäs av Mannerheim-stiftelsen som sålde gården till bergsrådet Aarne J. Aarnio. År 2000 köptes Gerknäs av skogsindustribolaget M-real Oyj som har använt gården för representation.

## Huvudbyggnaden och parken

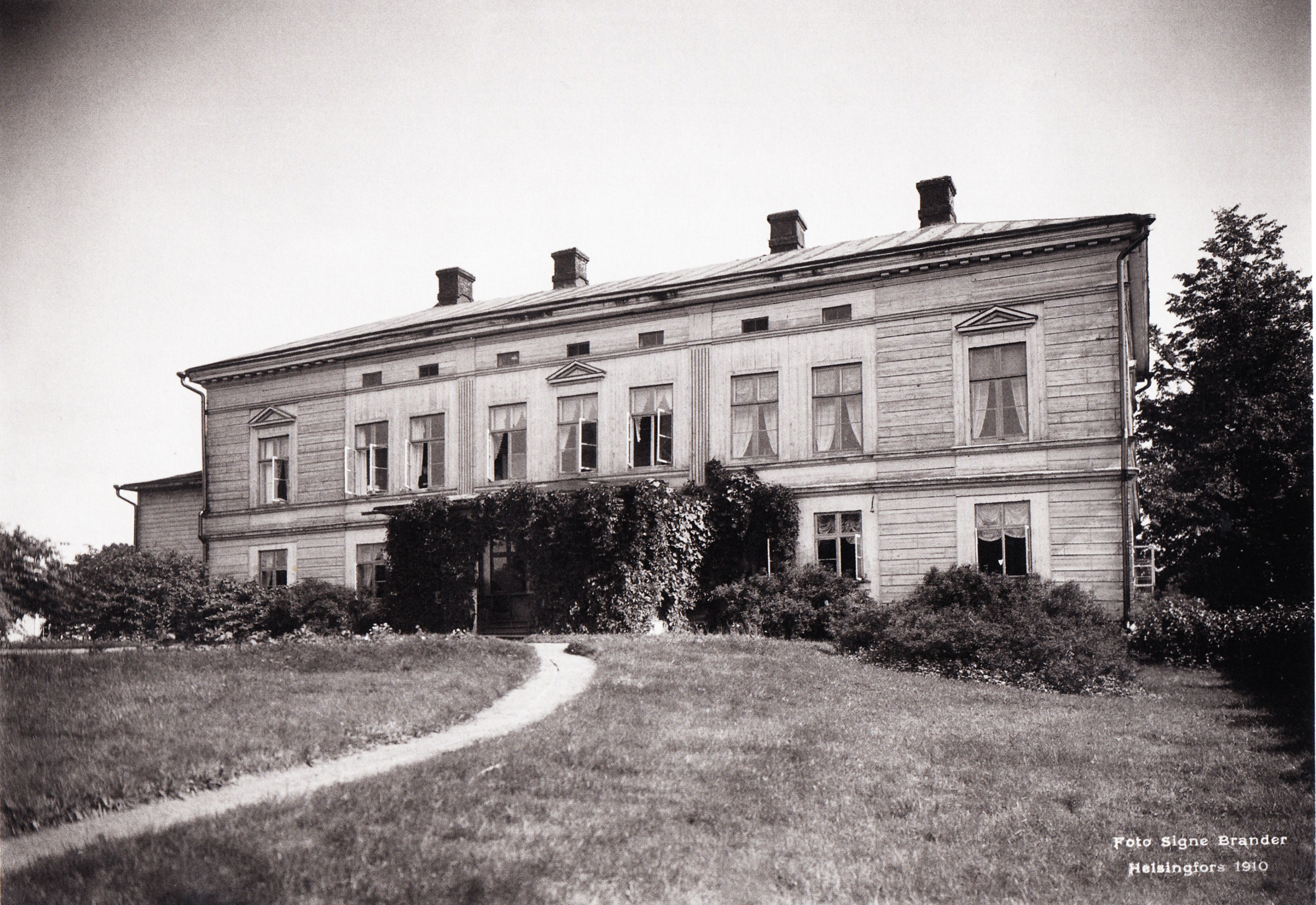
Gerknäs gård år 1910 i en fotograf av Signe Brander.

Gerknäs gårds huvudbyggnad i två våningar är byggt av timmerstockar. Gårdens tomtmark är belägen på en kulle som är omgiven av åker på tre sidor. Byggnaden är en av de tidigaste nyklassiska byggnaderna i Finland. Byggandet av den nuvarande huvudbyggnaden började år 1796 när gården ägdes av Alexander Forbes af Lund. År 1800 var bara några av första våningens rum i beboeligt skick. Gårdens byggarbete avslutades under landshövdingen Conrads tid efter år 1812. Då höjdes byggnaden också lite så att vinden kunde få fönster. Balkonger på den andra våningen byggdes under ändringsarbetet 1916. Bergsrådet Aarnio restaurerade huvudbyggnaden år 1992.
Runt gården finns gårdsparken. Det är möjligt att parkens äldsta delar härstammar redan från 1500-talet. På båda sidorna om parken finns delar av murar som antagligen har spår av en äldre, lättare trädgårdsterrassering. Den nuvarande geometriska parken härstammar från landshövdingen Conrads tid. Trädgården präglas av massiva trädgårdsterrasser som uppfördes på 1930-talet. En ädelträdsallé som är 1 km lång leder till gården. På infartsalléns västra sida i parken finns en potatiskällare som uppges vara den äldsta byggnaden på gården. Denna välvda källare är byggd av natursten som rappats och målats över.
I närheten av Gerknäs gård finns ett skolhus som byggdes av Gerknäs gårds ägare under på 1890-talet.